# 西経113度線
西経113度線（せいけい113どせん）は、本初子午線面から西へ113度の角度を成す経線である。北極点から北極海、北アメリカ、太平洋、南極海、南極大陸を通過して南極点までを結ぶ。
西経113度線は、東経67度線と共に大円を形成する。

## 通過する地域一覧
西経113度線は、北極点から南極点まで南に向かって以下の場所を通っている。
| 地理座標                                               | 国土・領土・領海               | 備考 |
| ------------------------------------------------------ | ------------------------------ | --- |
| 北緯90度0分 西経113度0分 / 北緯90.000度 西経113.000度  | 北極海                         | |
| 北緯78度26分 西経113度0分 / 北緯78.433度 西経113.000度 | カナダ                         | ノースウエスト準州 — ボーデン島 |
| 北緯78度17分 西経113度0分 / 北緯78.283度 西経113.000度 | ウィルキンス海峡（英語版）     | |
| 北緯77度54分 西経113度0分 / 北緯77.900度 西経113.000度 | カナダ                         | ノースウエスト準州 — マッケンジーキング島 |
| 北緯77度31分 西経113度0分 / 北緯77.517度 西経113.000度 | 名前のない水域                 | |
| 北緯76度16分 西経113度0分 / 北緯76.267度 西経113.000度 | カナダ                         | ノースウエスト準州 — メルヴィル島 |
| 北緯75度5分 西経113度0分 / 北緯75.083度 西経113.000度  | リドン湾（英語版）             | |
| 北緯74度58分 西経113度0分 / 北緯74.967度 西経113.000度 | カナダ                         | ノースウエスト準州 — メルヴィル島 |
| 北緯74度24分 西経113度0分 / 北緯74.400度 西経113.000度 | パリー海峡                     | バイカウントメルビル海峡 |
| 北緯73度0分 西経113度0分 / 北緯73.000度 西経113.000度  | カナダ                         | ノースウエスト準州 — ビクトリア島 |
| 北緯70度35分 西経113度0分 / 北緯70.583度 西経113.000度 | プリンスアルバート湾（英語版） | |
| 北緯70度19分 西経113度0分 / 北緯70.317度 西経113.000度 | カナダ                         | ノースウエスト準州 — Linaluk島、ビクトリア島 ヌナブト準州（北緯70度0分 西経113度0分 / 北緯70.000度 西経113.000度から） - ビクトリア島 |
| 北緯68度29分 西経113度0分 / 北緯68.483度 西経113.000度 | コロネーション湾               | |
| 北緯67度57分 西経113度0分 / 北緯67.950度 西経113.000度 | カナダ                         | ヌナブト準州 — ローフォード諸島（英語版） |
| 北緯67度55分 西経113度0分 / 北緯67.917度 西経113.000度 | コロネーション湾               | |
| 北緯67度40分 西経113度0分 / 北緯67.667度 西経113.000度 | カナダ                         | ヌナブト準州 ノースウエスト準州（北緯65度39分 西経113度0分 / 北緯65.650度 西経113.000度から） - グレートスレーブ湖を通過 アルバータ州（北緯60度0分 西経113度0分 / 北緯60.000度 西経113.000度から）                                                       |
| 北緯49度0分 西経113度0分 / 北緯49.000度 西経113.000度  | アメリカ合衆国                 | モンタナ州 アイダホ州（北緯44度26分 西経113度0分 / 北緯44.433度 西経113.000度から） ユタ州（北緯42度0分 西経113度0分 / 北緯42.000度 西経113.000度から） - グレートソルト湖を通過 アリゾナ州（北緯37度0分 西経113度0分 / 北緯37.000度 西経113.000度から） |
| 北緯31度56分 西経113度0分 / 北緯31.933度 西経113.000度 | メキシコ                       | ソノラ州 |
| 北緯30度33分 西経113度0分 / 北緯30.550度 西経113.000度 | カリフォルニア湾               | |
| 北緯28度27分 西経113度0分 / 北緯28.450度 西経113.000度 | メキシコ                       | バハ・カリフォルニア州 バハ・カリフォルニア・スル州（北緯28度0分 西経113度0分 / 北緯28.000度 西経113.000度から） |
| 北緯26度33分 西経113度0分 / 北緯26.550度 西経113.000度 | 太平洋                         | |
| 南緯60度0分 西経113度0分 / 南緯60.000度 西経113.000度  | 南極海                         | |
| 南緯74度9分 西経113度0分 / 南緯74.150度 西経113.000度  | 南極大陸                       | 領有権主張のない地域 |